# Heinersreuth
Heinersreuth település Németországban, azon belül Bajorországban. Lakosainak száma 3790 fő (2023. december 31.).

## Népesség
A település népessége az elmúlt években az alábbi módon változott:
| Lakosok száma | 645  | 1207 | 1464 | 3301 | 3675 | 3760 | 3705 | 3690 | 3756 | 3790 |
|               | 1875 | 1950 | 1975 | 1987 | 2012 | 2014 | 2016 | 2017 | 2021 | 2023 |